# Sept-Îles
Sept-Îles – miasto w Kanadzie we wschodniej części prowincji Quebec na północnym brzegu Zatoki Świętego Wawrzyńca. Miasto jest stolicą regionu Côte-Nord.
Liczba mieszkańców Sept-Îles wynosi 25 514. Język francuski jest językiem ojczystym dla 93,1%, angielski dla 3,0% mieszkańców (2006).